# Елена Кривицка
Елена Сергеевна Кривицка (на украински: Олена Сергіївна Кривицька; 23 февруари 1987 г., Ростов, Ярославска област) е украинска фехтовачка в дисциплината шпага, трикратна медалистка от световни първенства, победителка в Универсиадата през 2009 г. в отборното първенство.

## Биография
Родена е през 1987 г. в Ростов (СССР), по-късно се премества в Тернопол.
През 2012 г. участва в Олимпийските игри в Лондон, но остава но 31-во място в индивидуалното първенство, а в отборното състезание украинските фехтовачки на шпага са осми.
През 2015 г. Кривицка спечели бронзов медал на световното първенство.

## Награди
- Орден на княгиня Олга II степен (13 септември 2019 г.) – за значителен личен принос в развитието и популяризирането на физическата култура и спорта в Украйна, постигане на високи спортни резултати, високи професионални умения.[1]
- Орден на княгиня Олга III степен (25 юли 2013 г.) – за постигане на високи спортни резултати на XXVII Световна лятна универсиада в Казан, проявена всеотдайност и воля за победа, увеличаване на международния престиж на Украйна.